# Glossarium Mediae Latinitatis Cataloniae
Glossarium Mediae Latinitatis Cataloniae (GMLC) es un diccionario especializado del latín medieval usado en Cataluña entre los años 800 y 1100, realizado desde 1960 por el grupo de latín medieval de la Institución Milá y Fontanals del CSIC bajo la dirección de Mariano Bassols de Climent y Joan Bastardas. El director actual es Pere J. Quetglas Nicolau. Esta labor se integra en el proyecto europeo de la Unión Académica Internacional que tiene por objeto la publicación del Novum Glossarium Mediae Latinitatis, diccionario europeo de latín medieval conocido como Nouveau Du Cange.
Su pretensión es poner al alcance de filólogos, lingüistas, historiadores, juristas y particulares el léxico latino específico que presentan los textos escritos en Cataluña desde el siglo IX hasta el XII. Está financiado por el Ministerio de Cultura de España, el Ministerio de Economía y la Generalidad de Cataluña. En 2006 se habían publicado 12 volúmenes.
El diccionario que recoge todos los términos latinos y románicos documentados en fuentes archivísticas y letras catalanas del año 800 al 1100. Los artículos del diccionario constan de palabra base con las formas en que aparece, el derivado catalán actual (si existe), la etimología, el significado, los testigos documentales por orden cronológico y, si es necesario, un comentario adecuado. La gran riqueza documental de esta recopilación tiene un gran interés no sólo para lingüistas, sino también para historiadores, juristas y estudiosos de la literatura.
En el año 2012 se presentó el Corpus Documentale Latinum Cataloniae (CODOLCAT), proyecto desarrollado por la Institución Milà i Fontanals del CSIC y la Universidad de Barcelona, un portal de consulta por internet de la base de datos textual creada para la redacción del Glossarium.